# Kuropatwa (skała)
Kuropatwa – skała w miejscowości Kusięta w województwie śląskim, w powiecie częstochowskim, w gminie Olsztyn. Znajduje się na Wyżynie Mirowsko-Olsztyńskiej będącej częścią Wyżyny Krakowsko-Częstochowskiej.
Kuropatwa znajduje się na porośniętym lasem wzgórzu Rachowiec w odległości 400 m na południe od drogi z Kusiąt do Częstochowy. Jest to zbudowana z twardych wapieni skalistych skała o wysokości 12 m. Dojść do niej można drogą obok szkoły, następnie przez pola wzdłuż wysokiego ogrodzenia. Skała znajduje się po zachodniej stronie tego ogrodzenia i część jej ściany znalazła się wewnątrz ogrodzenia na prywatnej posesji. Dostępne dla wspinaczy są znajdująca się w lesie silnie przewieszona ściana zachodnia i pionowa ściana północna z dużym okapem. 

## Drogi wspinaczkowe
Na Lisicy jest 11 dróg wspinaczkowych o trudności od VI.1 do VI.4+ w skali krakowskiej. Wszystkie mają zamontowane stałe punkty asekuracyjne: ringi (r), stare spity i kotwy (s) i ringi zjazdowe (rz). Są też dwa projekty. Większość dróg ma charakter boulderingowy, ale są też drogi dla klasycznej wspinaczki. Wśród wspinaczy skała cieszy się niewielką popularnością, stąd też dostęp do niej jest trudny, przez gąszcze wzdłuż ogrodzenia (brak wydeptanej ścieżki).
1. Projekt otwarty
2. Paw; VI.1+, 3r + rz
3. Gile z nosa; VI.1, 3r + rz
4. Orzeł Orbison; VI.3, 3r + rz

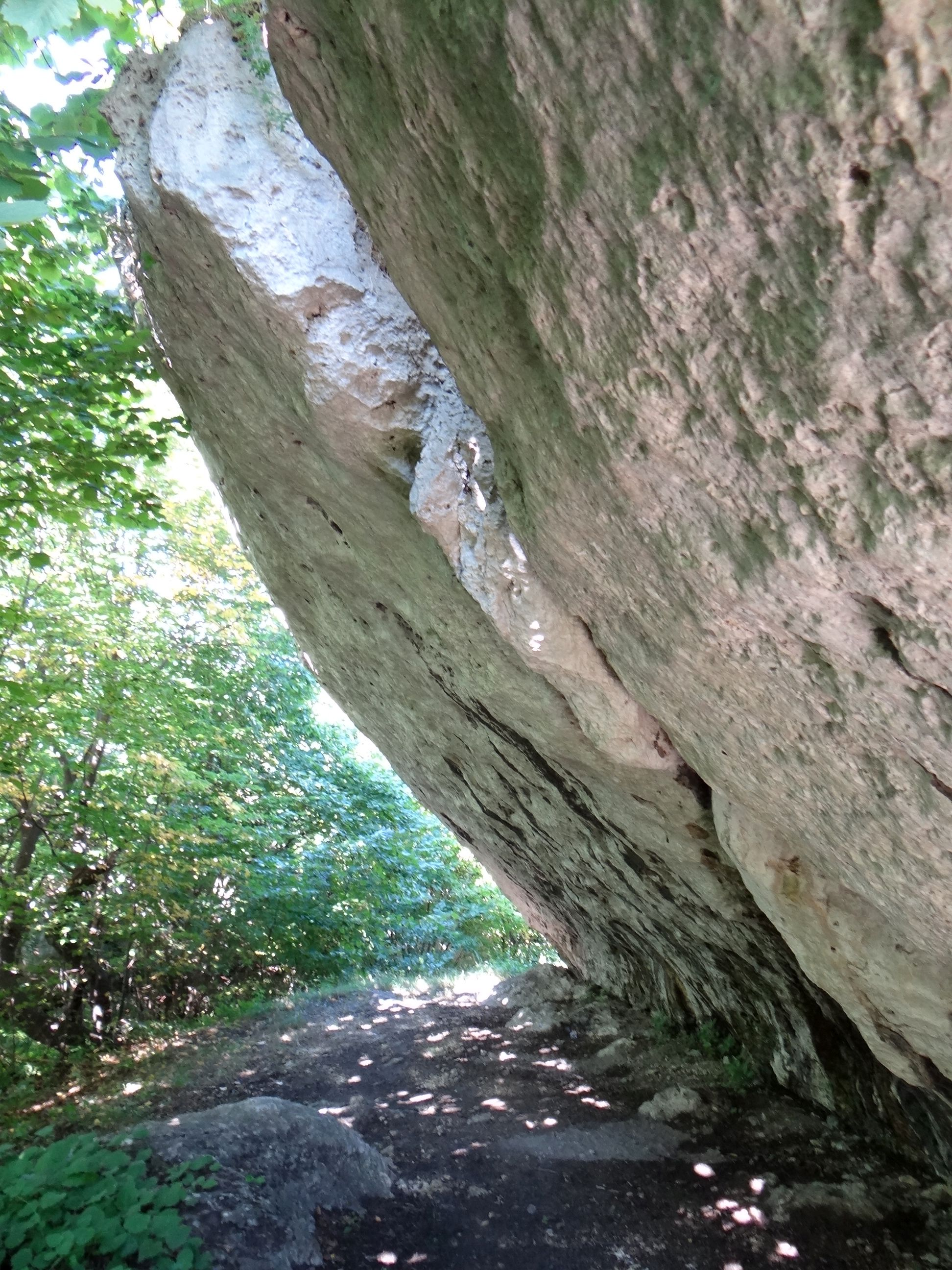
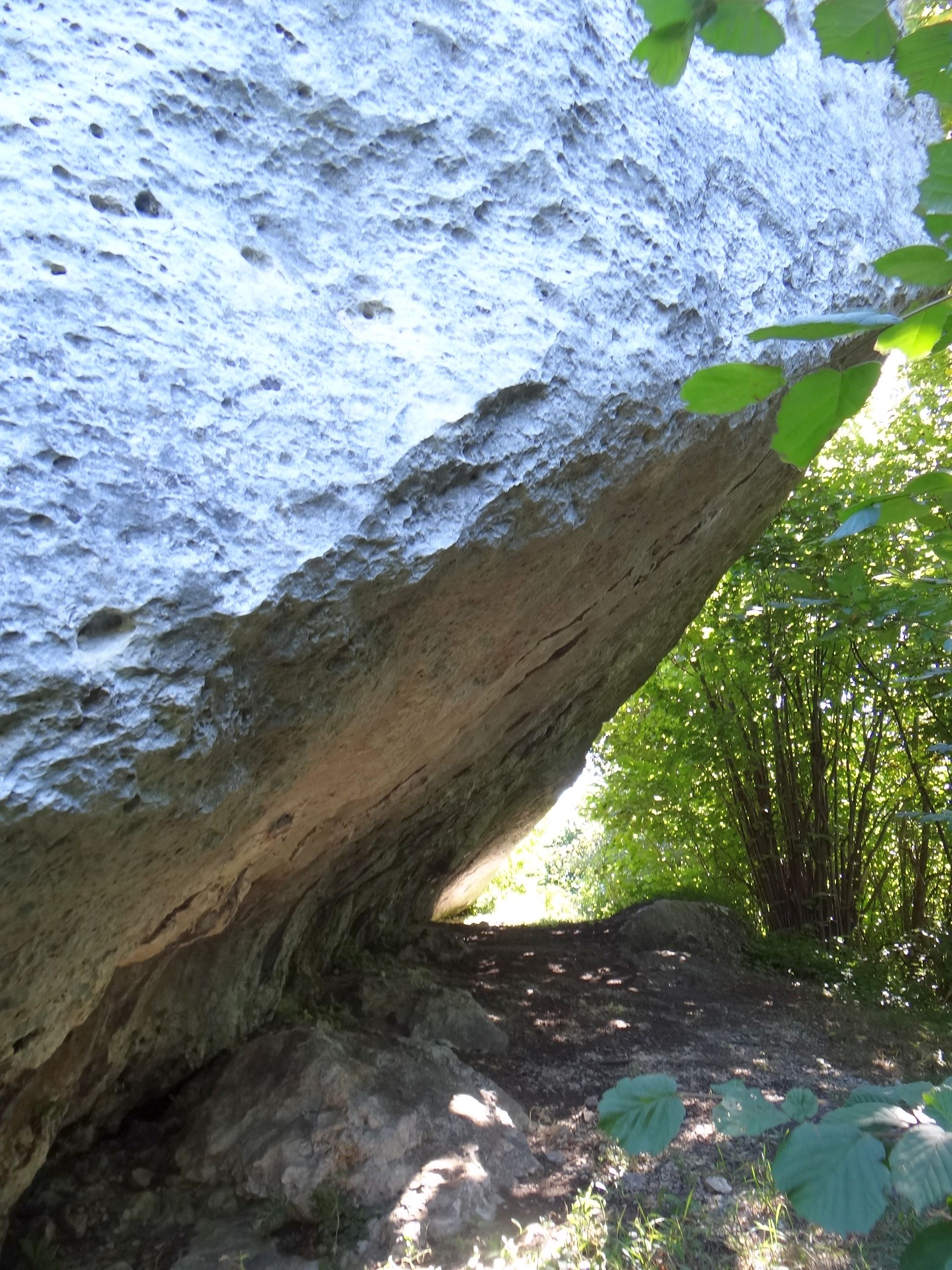
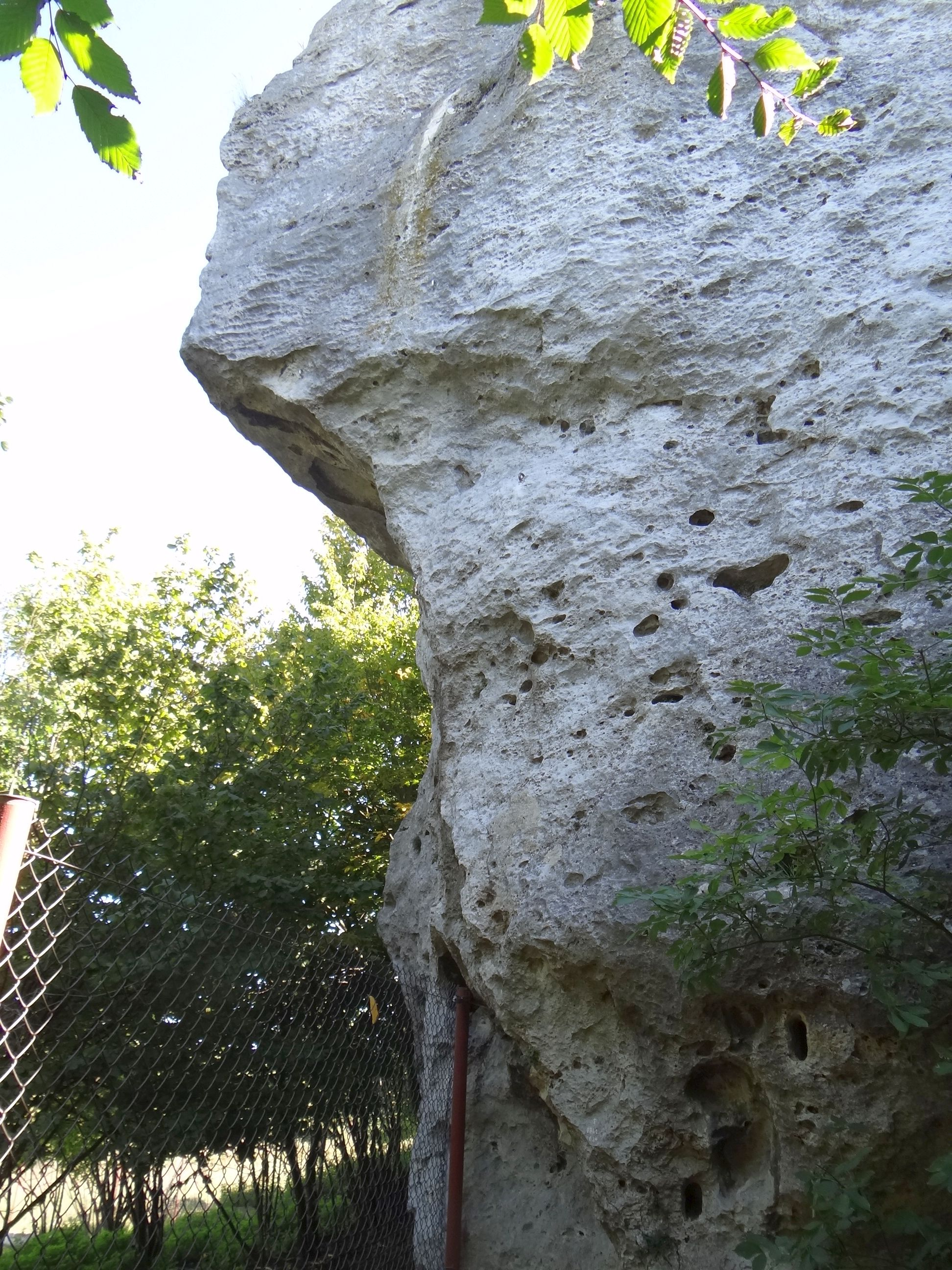
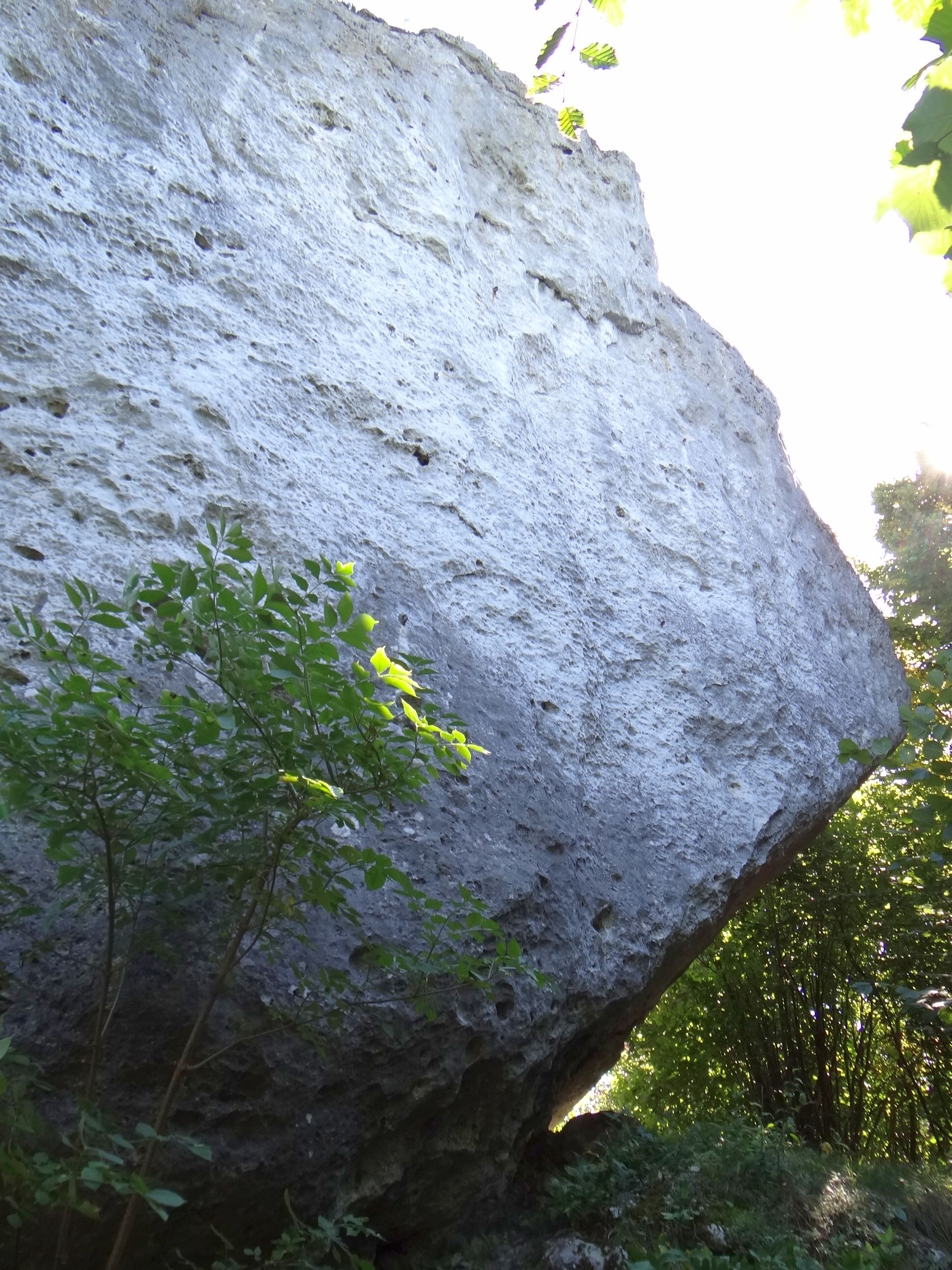

5. Sokół maltański; VI.4, 1r + 1s + rz
6. Projekt
7. Armia; VI.5, 1r + 1s + rz
8. Fala; VI.5, 1r +1s +rz
9. Siekiera; VI.4+, 1r + rz
10. 6.6; VI.6, 3s + rz
11. SS22; VI.4, 1s + rz
12. 6.3; VI.3, 1 s + rz
13. VI.1[3].

Pod przewieszoną zachodnią ścianą Kuropatwy znajduje się Okap w Rachowcu.